# Первомайский (Тёпло-Огарёвский район)
Первомайский — опустевший поселок в Тёпло-Огарёвском районе Тульской области в составе сельского поселения Волчье-Дубравское.

## География
Поселок находится в южной части Тульской области на расстоянии приблизительно 21 км на юг по прямой от посёлка Тёплое, административного центра района.

## История
В 1939 году был обозначен на карте как МТС. По состоянию на 2020 год представляет собой урочище.

## Население
Постоянное население составляло 8 человек (русские 100 %) в 2002 году, 0 в 2010.